# Чиліхауз
Чиліхаус (нім. Chilehaus, «Будинок Чилі») — десятиповерхова офісна будівля в Гамбурзі, Німеччина. Він розташований у районі Конторхаус. Це винятковий приклад архітектурного стилю цегляного експресіонізму 1920-х років. Ця велика кутова будівля розташована на місці приблизно 6000 м², що охоплює вулицю Фішертвієте в Гамбурзі. Його спроєктував німецький архітектор Фріц Гегер і проєкт завершено 1924 року.

## Дизайн

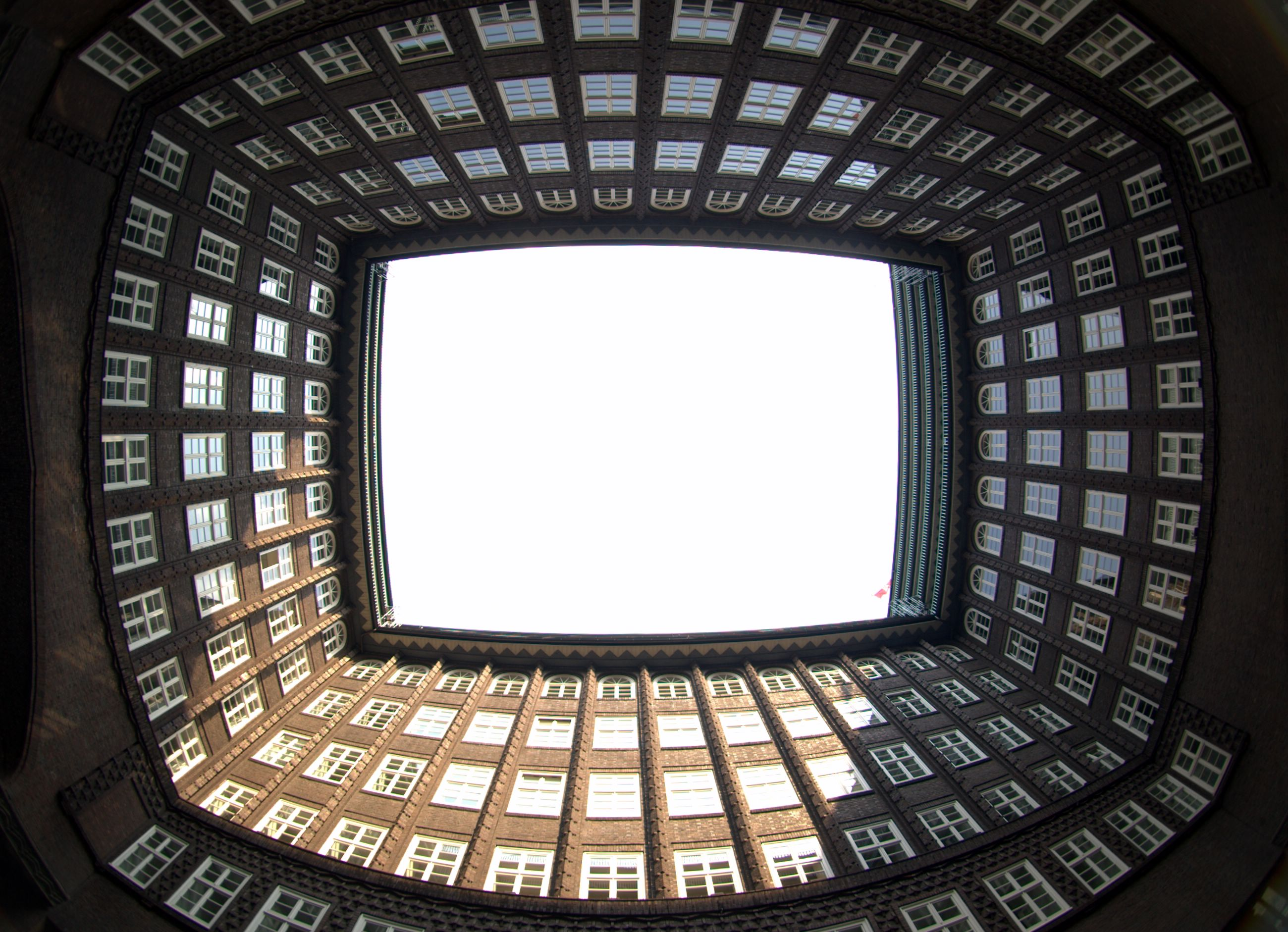
Чиліхауз: Внутрішній двір

Будівля відома своєю верхньою частиною, яка нагадує ніс корабля, і фасадами на кутку Pumpen- і Niedernstrasse. Найкращий вигляд на будівлю — зі сходу. Через підкреслені вертикальні елементи та заглиблені верхні поверхи, а також вигнутий фасад на вулиці Пумпен, будівля, попри свої величезні розміри, несе відтінок легкості.
Будівля має залізобетонну конструкцію та побудована з використанням 4,8 млн темних ольденбурзьких цеглин. Будівля побудована на дуже складній місцевості, тому для забезпечення стійкості необхідно було будувати на залізобетонних стовпах завглибшки 16 метрів.
Близьке розташування до річки Ельба вимагало спеціально закритого підвалу, а опалювальне обладнання було побудовано в кесоні, який може плавати всередині будівлі, тому обладнання не може бути пошкоджено у разі повені.
Скульптурні елементи на сходах та на фасаді надав скульптор Річард Куель.
У будівлі розташований один з небагатьох працюючих патерностерів у світі.

## Історія
Будівлю Chilehaus спроєктував архітектор Фріц Гегер і її побудовано між 1922 і 1924 роками. Його замовив магнат судноплавства Генрі Б. Сломан, який заробив свій капітал на торгівлі селітрою з Чилі, звідси і назва Чилійський дім. Вартість будівництва важко визначити, оскільки будинок був побудований у період гіперінфляції, яка вразила Німеччину на початку 1920-х років, але, за оцінками, це було понад 10 мільйонів рейхсмарок. Тепер це власність німецької компанії з нерухомості Union Investment Real Estate AG. Гамбурзький сайт Інституту Сервантеса — один з орендарів.

## Галерея

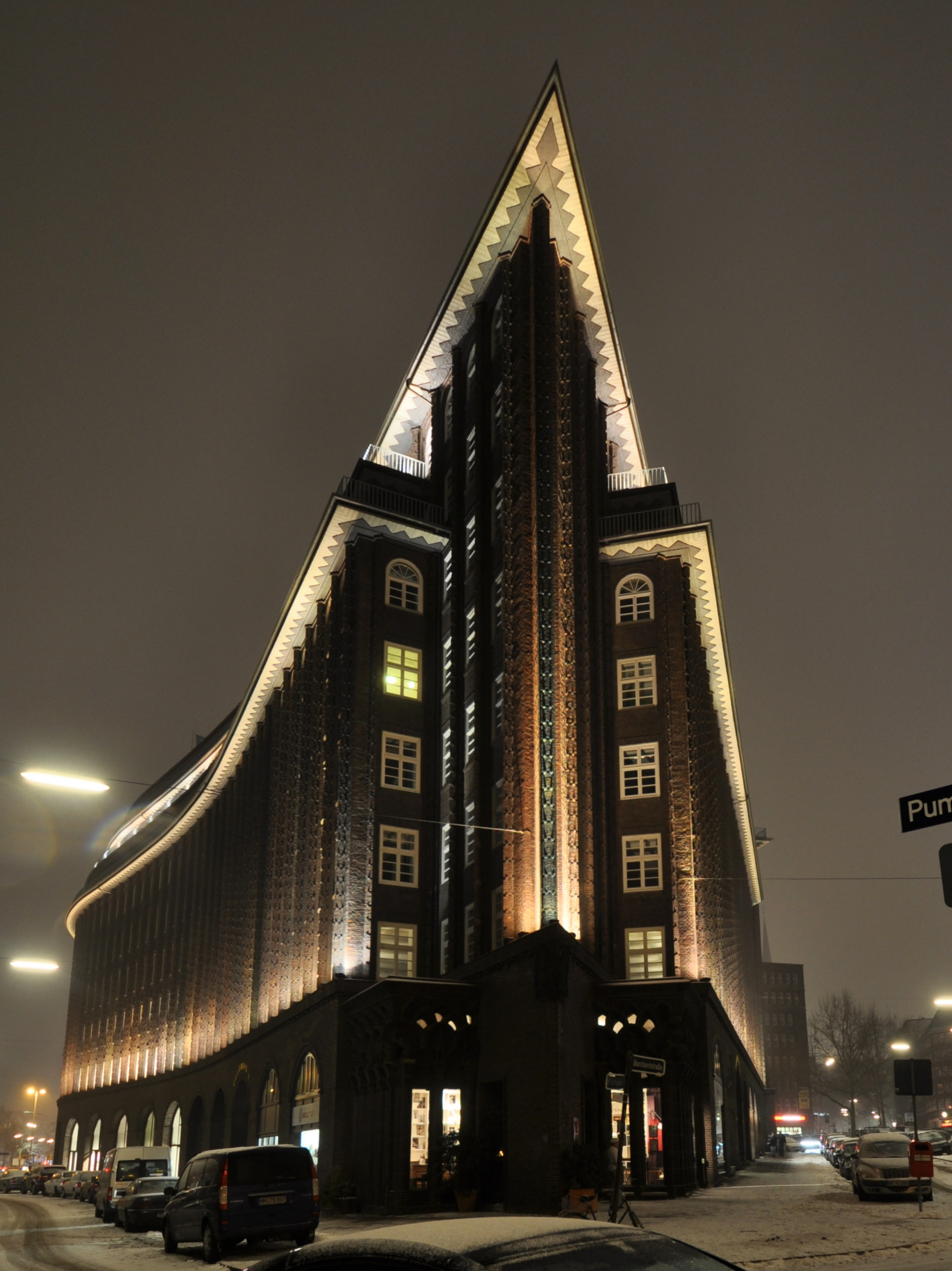
Вид вночі
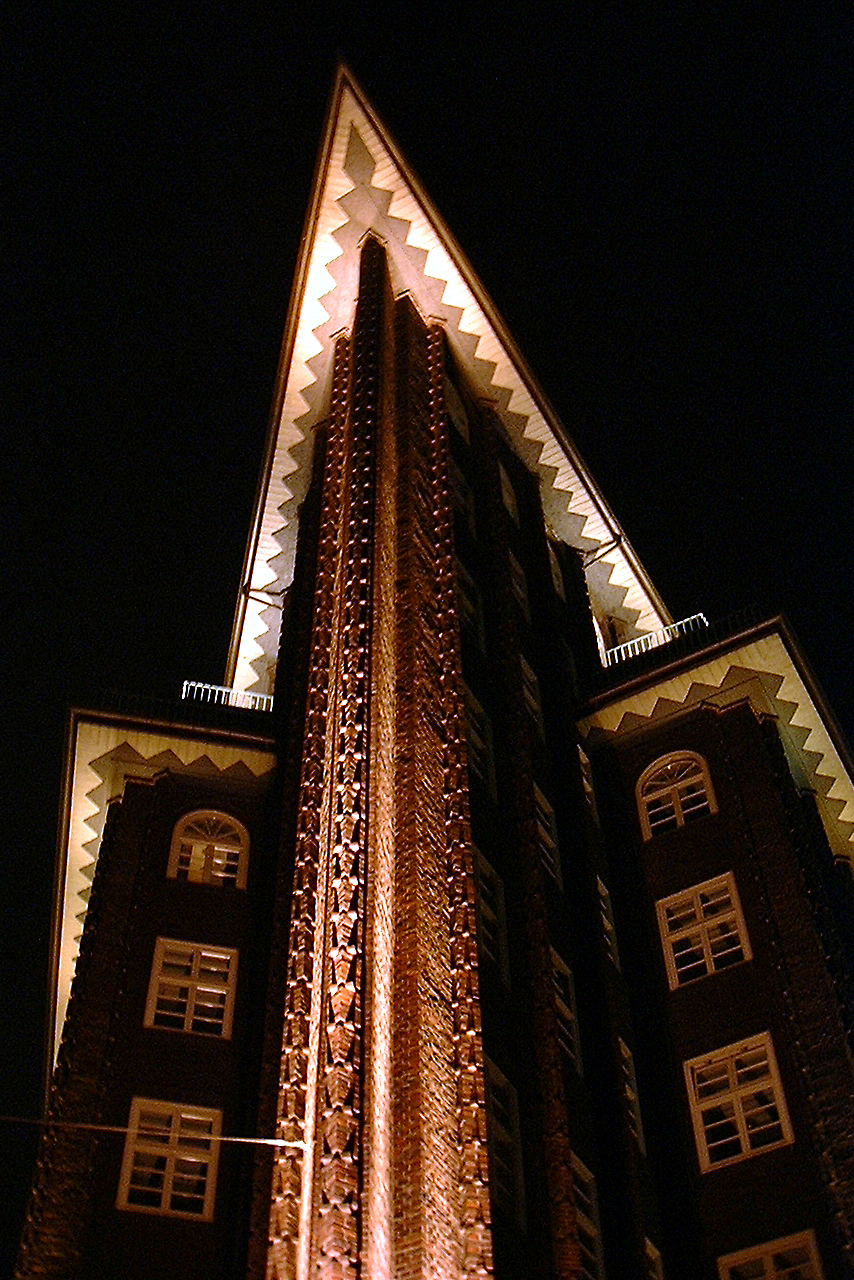
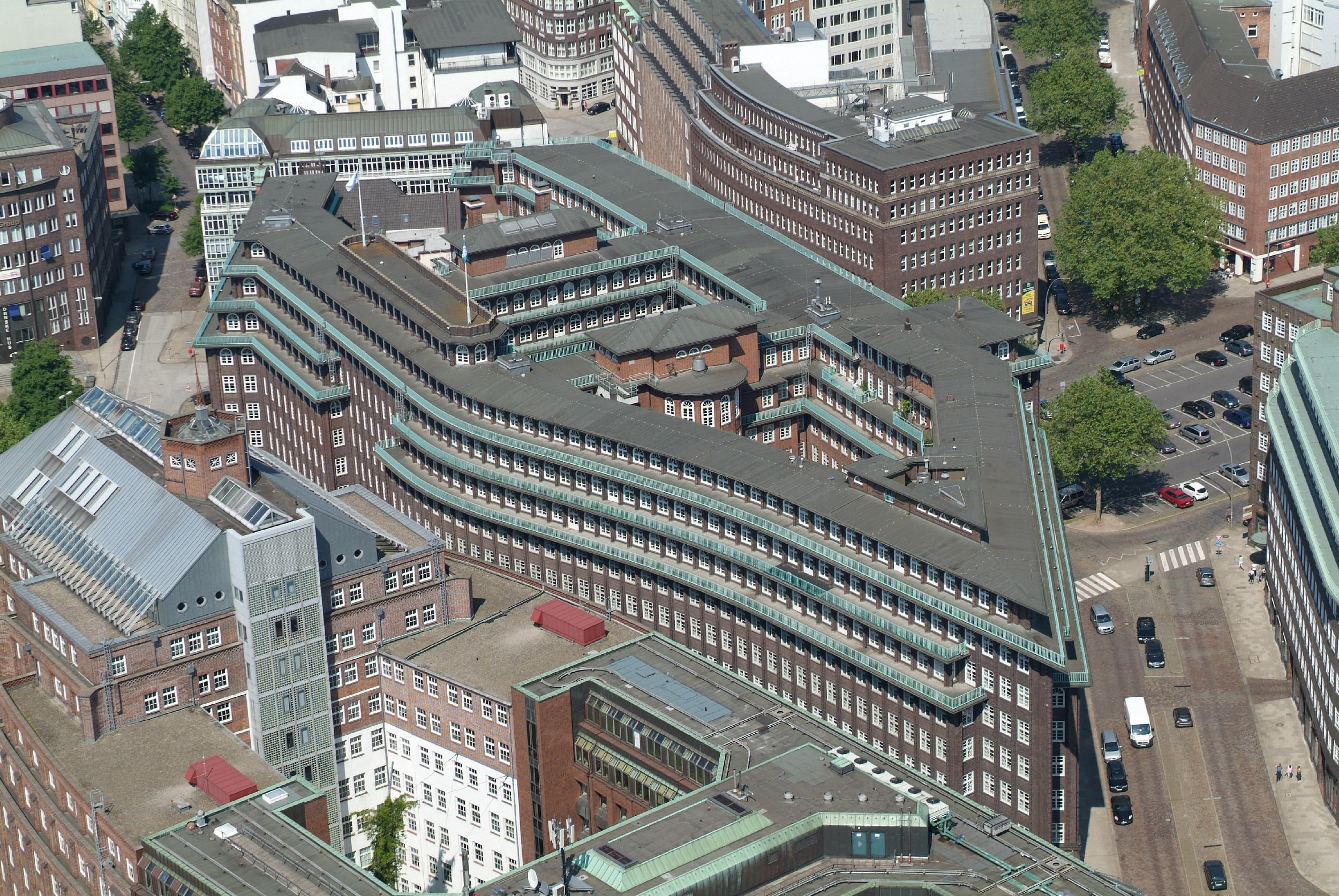
Вид згори
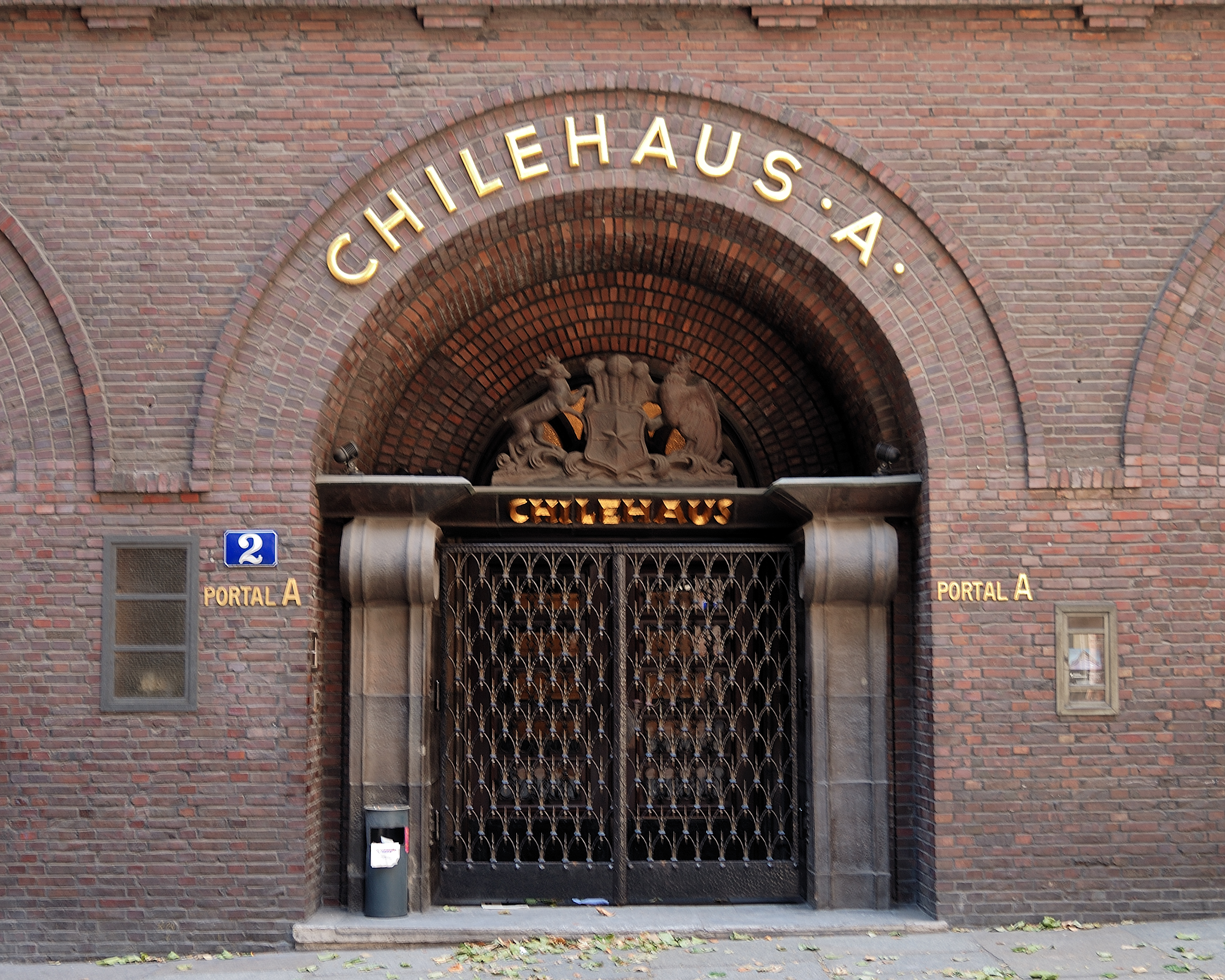
Вхід
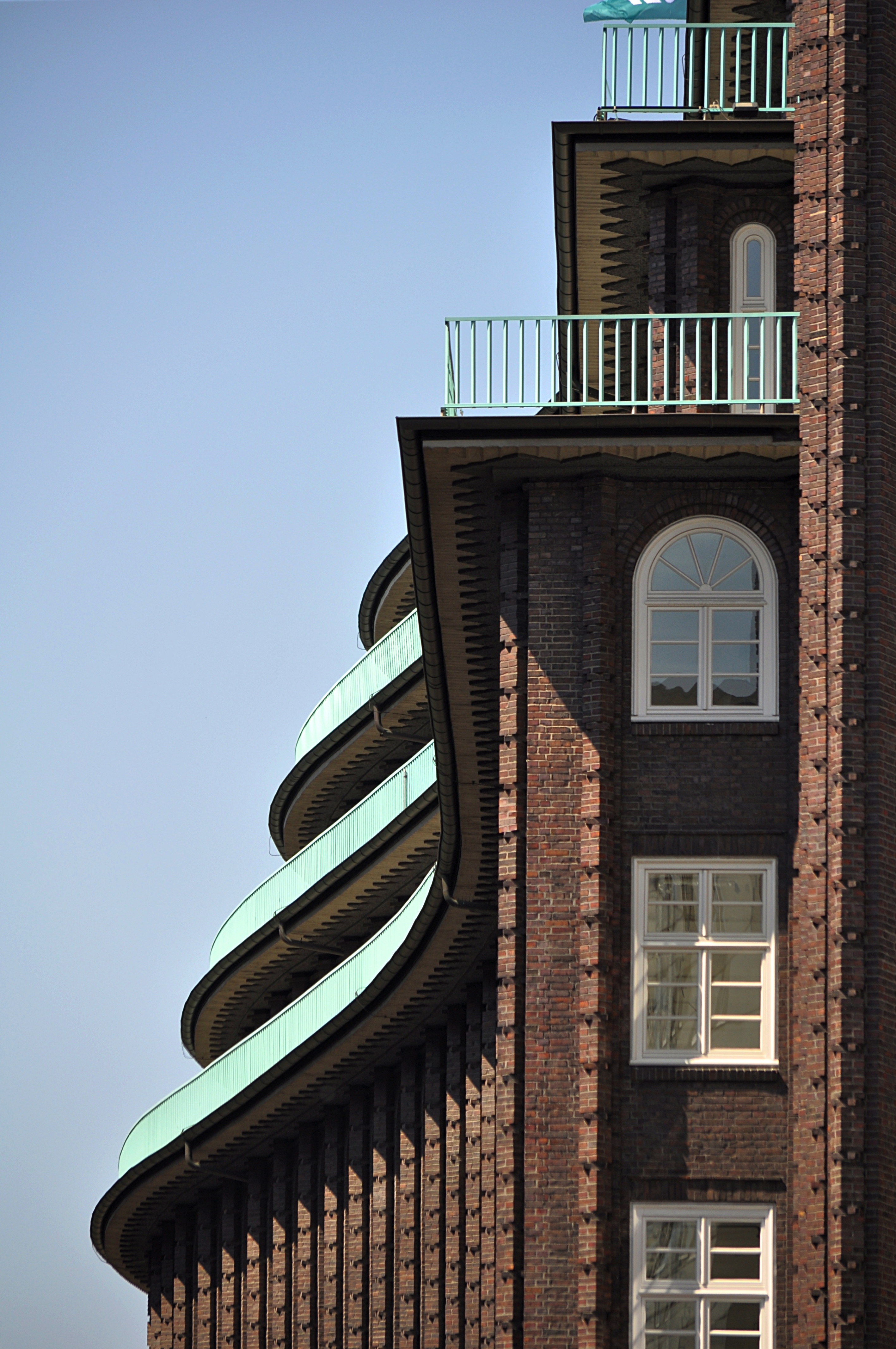
Деталі фасаду
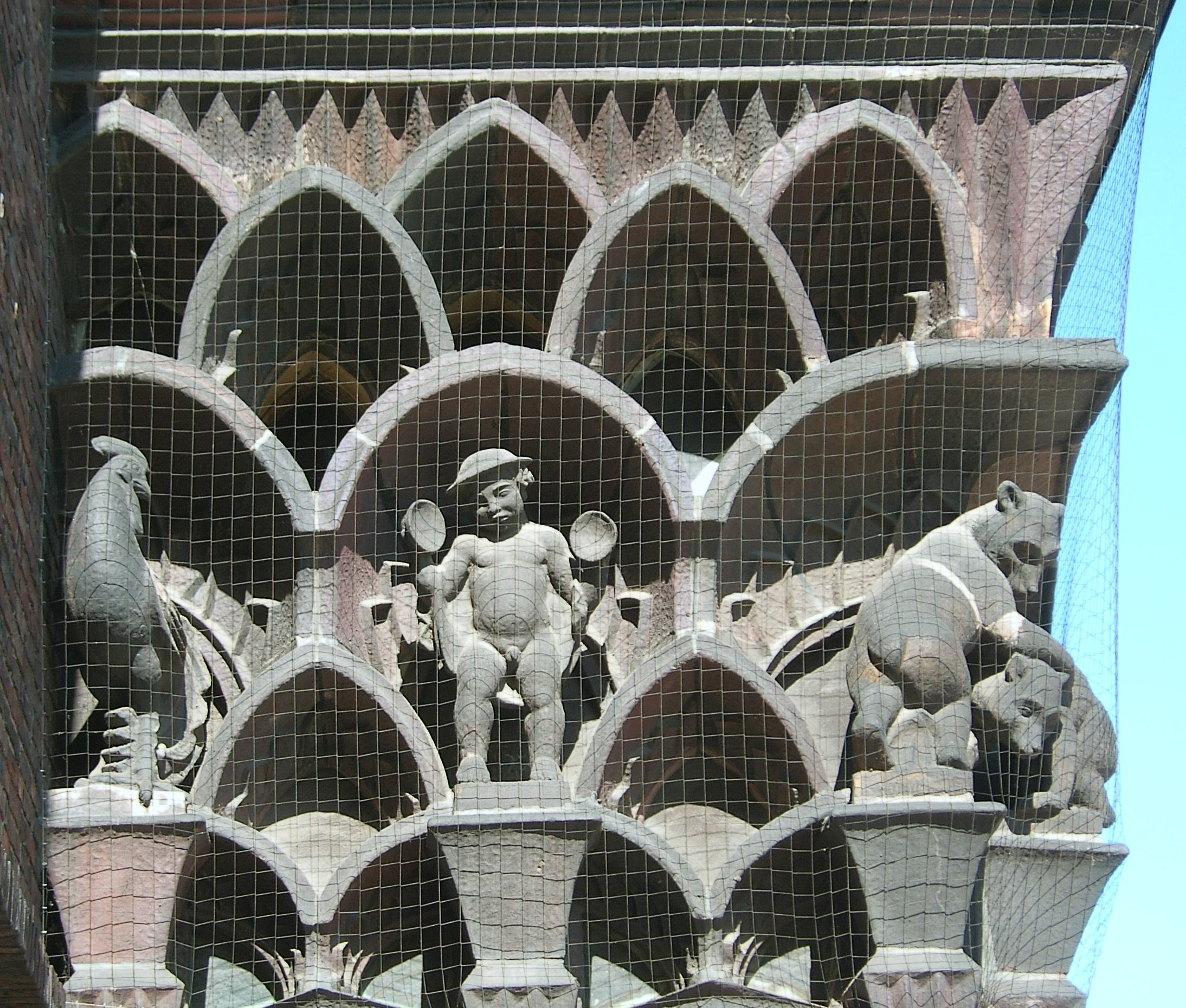
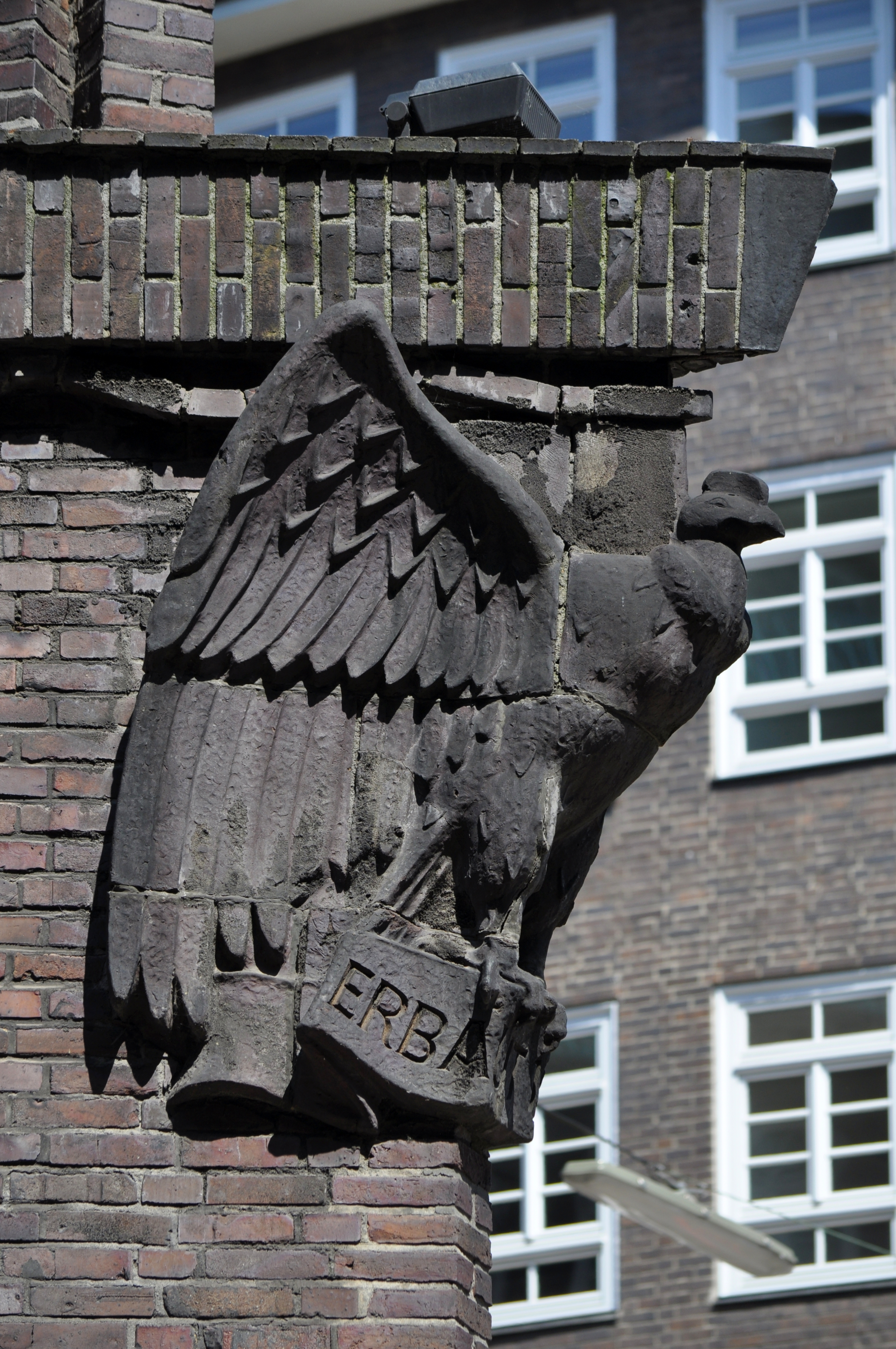
Кондор, символ Чилі
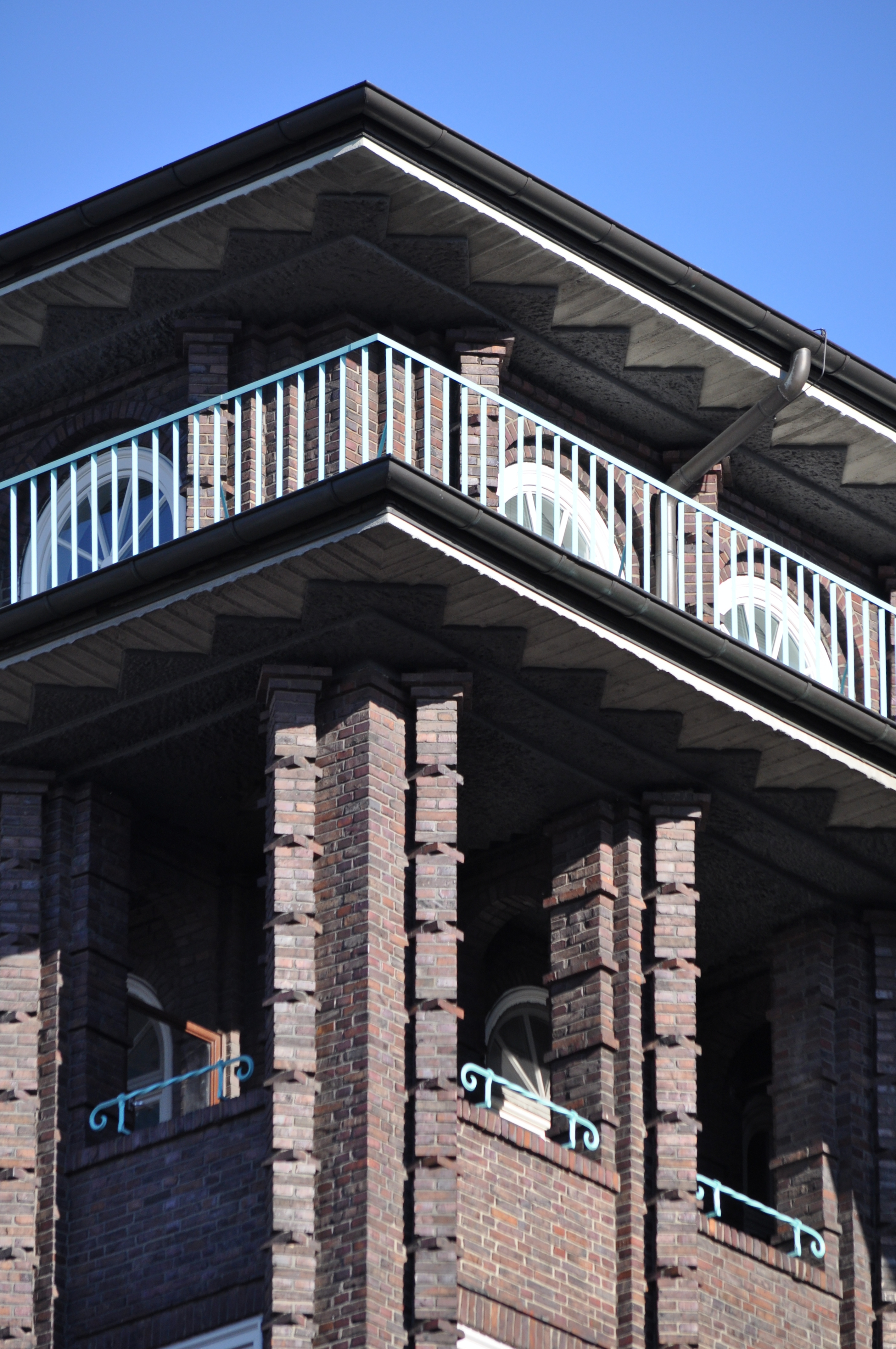
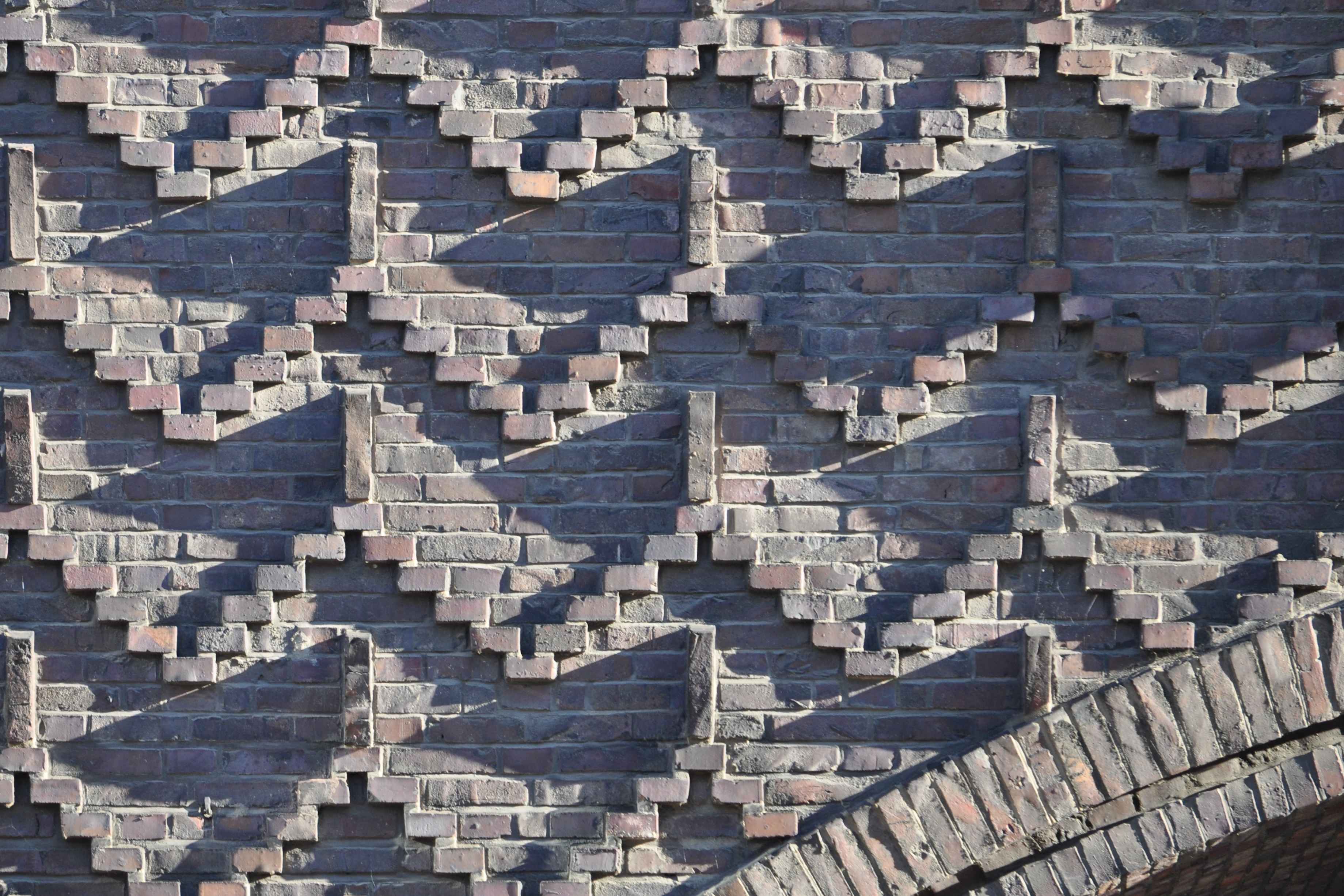
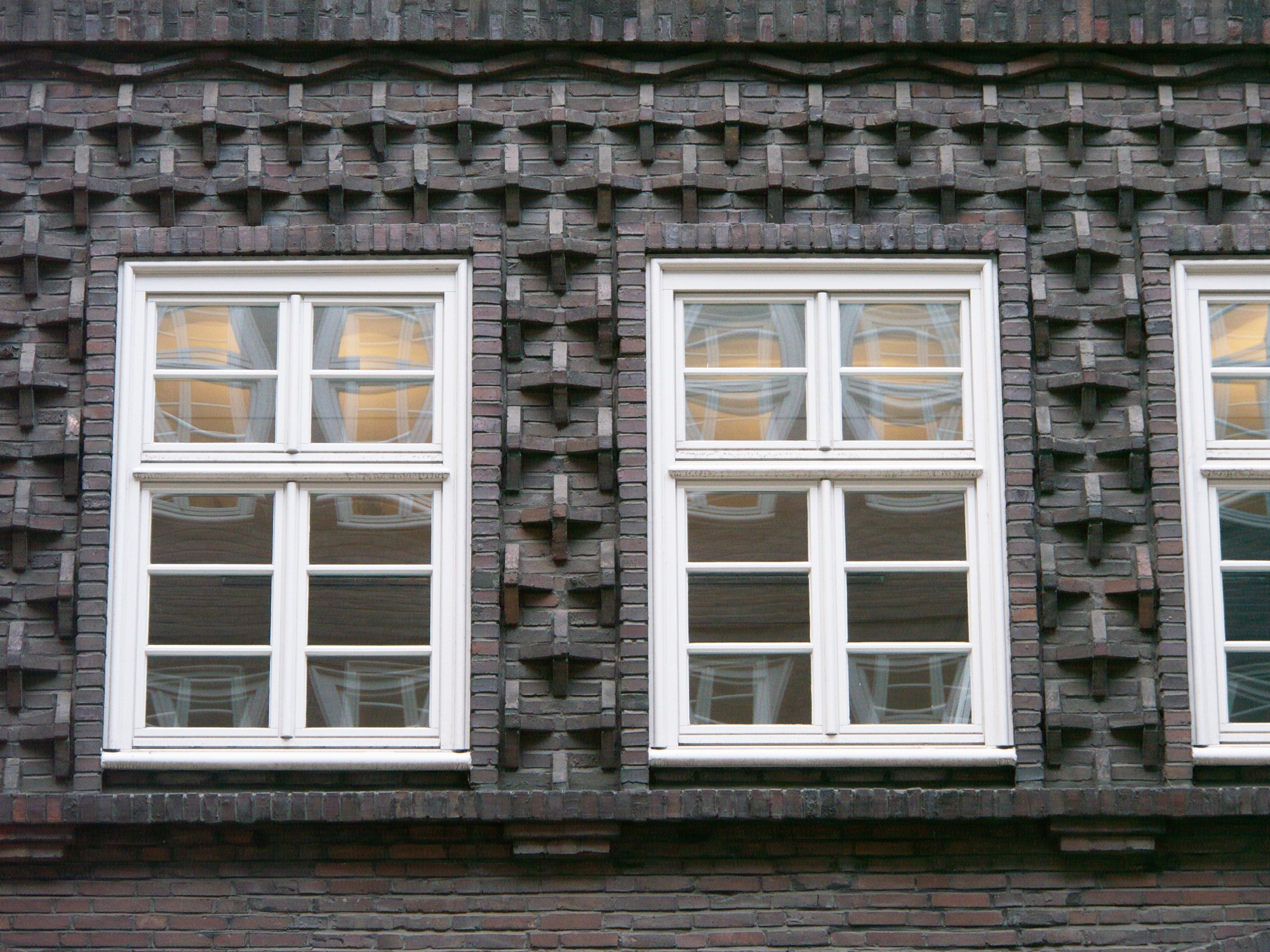
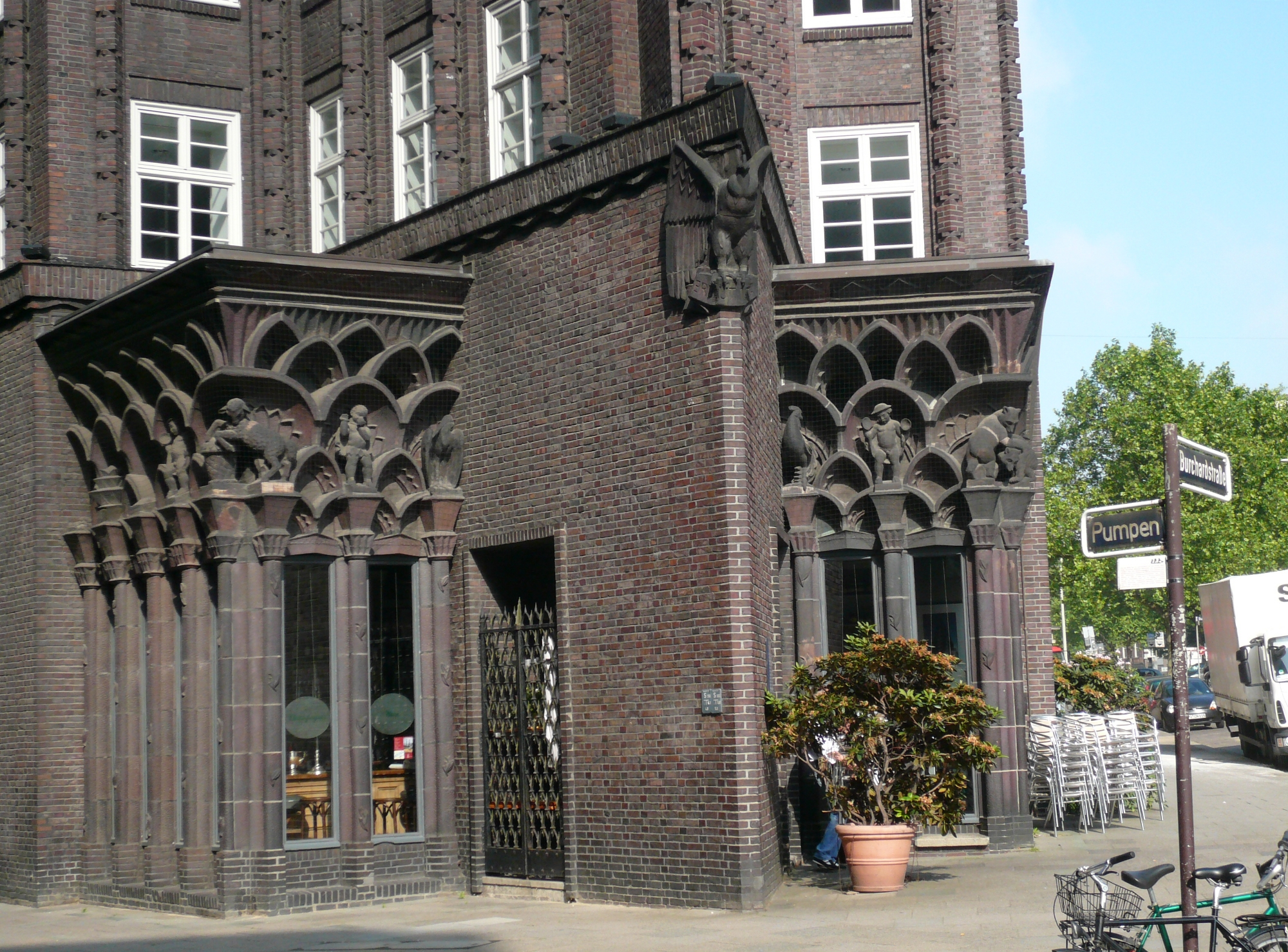
Орнаменти
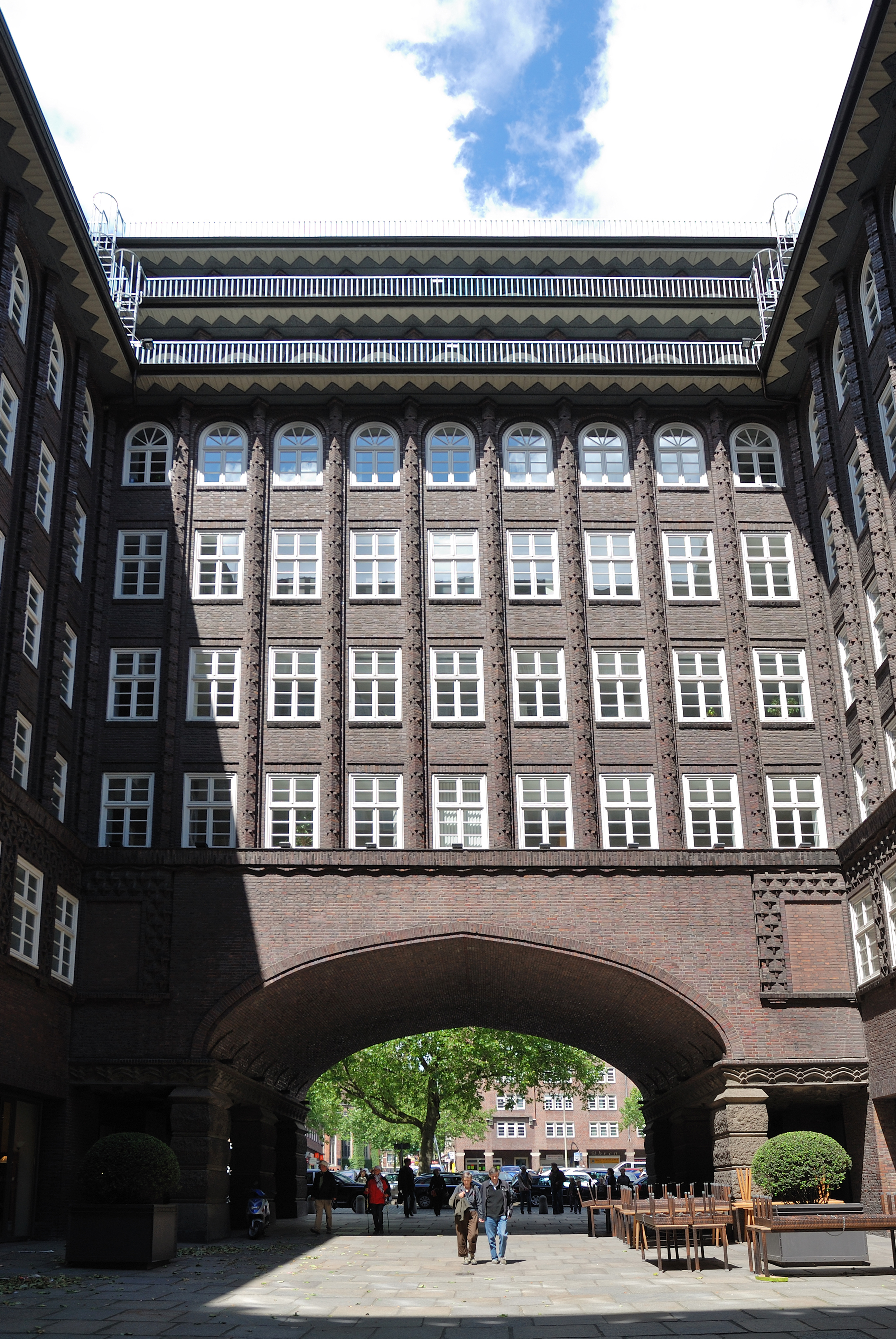
Двір